# دمی (خواننده)
دمی (به انگلیسی: Demy) (زاده ۲۱ اوت ۱۹۹۱) خواننده یونانی است.
او در مسابقه آواز یوروویژن ۲۰۱۷ نماینده یونان بود .